# Nitish Chandra Laharry
Nitish Chandra Laharry ou Nitish C. Laharry était un juriste, travailleur social et producteur de film indien. Il fut le premier Asiatique à présider le Rotary International et l'un des premiers producteurs de films du cinéma bengali .

## Biographie
Nithish Chandra Laharry est né en 1892 à Calcutta, dans le Bengale non divisé de l'Inde britannique, d'un instituteur, dont il est l'un des trois fils.  Il étudia au collège Saint-Xavier de Calcutta et au Scottish Church College, où il a obtenu son diplôme et sa maîtrise en littérature anglaise. Plus tard, il a également obtenu un diplôme en droit de l'Université de Calcutta, remportant la médaille J. M. Tagore pour le droit pour son excellence académique. Pendant ses études, il participa à des activités littéraires et fut rédacteur en chef d'un magazine littéraire auquel contribua Rabindranath Tagore, prix Nobel de littérature en 1913. Il commence sa carrière d'avocat à la Calcutta High Court (en) et y travailla pendant quatre ans, avant d'abandonner cette carrière pour se tourner vers l'industrie cinématographique. Il fonda un studio, produisit et coréalisa avec Dhirendra Nath Ganguly une satire sociale sur les Bengalis revenant d'Angleterre : Bilat Ferat fut un des premiers films produits au Bengale. Une crise économique l'incita à se reconvertir dans la distribution de films, ce qui l'amena à travailler pour Columbia Pictures et la Metro-Goldwyn-Mayer, pour qui il fut directeur pour l'Asie du Sud.
Laharry rejoignit la section de Calcutta du Rotary International en 1926 et en devient le secrétaire la même année. Ses voyages d'affaires l'amenèrent à Mumbai en 1935, mais il y poursuivitt son association avec le Rotary International en devenant membre de la section de Mumbai et, à son retour à Kolkata en 1939, il rejoignitt la section de Kolkata et en redevint le président en 1944. La famine du Bengale de 1943 s'était déjà installée et l'organisation, sous sa direction, mit en place des cantines alimentaires et des camps médicaux gratuits pour les personnes touchées par la famine. Il a également été vice-président d'une association s'occupant du divertissements des forces armées pendant la Seconde Guerre mondiale et, après la guerre, il géra des centres de décaissement pour le gouvernement indien. En 1953, il fut élu deuxième vice-président du Rotary International, a été conseiller du Rotary de 1955 à 1956. Il présida la conférence régionale d'Asie, en 1958, à Delhi, qui comptait plus de 2 900 participants de 21 pays, la plus importante jusqu'alors. Il a été élu président mondial de l'organisation en 1962, devenant ainsi le premier Asiatique à occuper ce poste, ce qui l'amena à rencontrer John F. Kennedy. Ses contributions sont également à l'origine de la fondation du Interact club, l'aile jeunesse de l'organisation.

## Filmographie
- 1921 : Bilat Ferat, coréalisé avec Dhiren Ganguly